# キングスフィールド
『キングスフィールド』（KING'S FIELD・略称KF）は、フロム・ソフトウェアが1994年に発売したPlayStation用ロールプレイングゲームシリーズである。
これまでにシリーズとして正規ナンバー4作、外伝的作品『ADDITIONAL』2作、『キングスフィールド』風RPG作成ソフト『ソードオブムーンライト』の計7作が作られた。
コマンド式ターン制が主流の日本製RPGとしては珍しく、一人称視点の採用によるアクション性の強い作品で、ジャンルは『3DリアルタイムRPG』としている。

## シリーズ作品
- キングスフィールド（KF）（PlayStation、1994年12月16日発売）
- キングスフィールドII（KF2）（PlayStation、1995年7月21日発売）
- キングスフィールドIII（KF3）（PlayStation、1996年6月21日発売）
- キングスフィールドIV（KF4）（PlayStation 2、2001年10月4日発売）
- キングスフィールド アディショナルI（PlayStation Portable、2006年7月20日発売）
- キングスフィールド アディショナルII（PlayStation Portable、2006年8月24日発売）

『KF3』発売前に、物語としては前日譚にあたる体験版『キングスフィールドIII パイロットスタイル』が制作され、配布された。
これらの他、『KF』風3DRPGコンストラクションツール『ソード・オブ・ムーンライト』がWindows版として発売された。サンプルデータとして『KF1』のリメイク版が付属している。
2004年以降には携帯電話アプリ（iアプリ・ezアプリ・Vアプリ）として『キングスフィールド』『キングスフィールド EX』『キングスフィールドモバイルII』がリリースされている。

## 概要

### 制作の背景
それまでメインフレーム向けの業務アプリケーションの開発を手がけていたフロム・ソフトウェアは、バブル経済崩壊後の同業種の不況を機にコンピューターゲーム制作への参入を決定した。このとき念頭にあったのはApple II版の『ウィザードリィ』であったという。最初はパソコン向けのゲームとして、『迷宮状の地下空間で3DCGのロボットが活躍するアクションゲーム』の開発がスタートしたが、当時の市販パソコンではグラフィック性能が不足したため開発はほどなく中止された。しかし、3DCGの家庭への普及を目指すPlayStation構想の発表により、地下迷宮の探検というコンセプトだけに絞ったPlayStation用ゲームとして再開発されたのがキングスフィールドである。
『KF1』は最大でも十数名のスタッフという小規模なチームにより半年足らずで制作され、発売日はPlayStation本体発売の13日後であった。
発売当初、ニフティサーブのコンピューターゲームフォーラムなどの電子会議室においては、日本ではなじみの薄い一人称視点のアクションRPGであることや、難易度の高さも相まって評価は両極端に分かれた。このため会社がゲーム雑誌に、この作品についての意見を求める広告を出したというエピソードも残っている。やがてその攻略法などが確立するにつれて人気も徐々に高まり、わずか半年で2作目が、さらに約1年で3作目が発売されている。
なお、『3DCGのロボットによるアクションゲーム』というもう一つのコンセプトは、『KF』の開発で蓄積したゲーム制作のノウハウを生かして『アーマード・コア』として発表され、フロム・ソフトウェアの看板作品となった。なお『KF』シリーズとは違い視点はロボットの背後から見る形式が採用された。

### ゲームシステムと評価
主観視点を採る『KF』シリーズにおいて、画面に映し出されるのは主人公の目から見た冒険の舞台そのものであり、主人公自身はその手ぐらいしか目にすることがない。視界が正面のみに制限されるため、周囲を把握するには積極的に動き回る必要がある。
環境は単にCGで描写されるだけでなく立体的な構造となっており、穴から落下したり高所から矢で攻撃される、背の低い敵は下を向かないと攻撃が当たらないなど高低差を生かしたゲームデザインとなっている。視点を上下に動かす必要もあり、『ACシリーズ』と比べると低速で操作量は少ないものの、重要な操作となっている。
フロム・ソフトウェアのゲームデザインとして例に挙げられるように、説明書にはストーリーと基本操作が記載されているのみで、
- チュートリアルも無くゲームがスタートする
- 地図を入手するまでダンジョンの構造はおろか現在地も不明
- 貧弱な装備で所持金も少ない
- セーブポイントは自力で探す必要がある
- 回復ポイントは冒険を進め仕掛けを操作をしないと使えない
- 序盤にある防具の入った宝箱は初期状態のプレイヤーを二度の攻撃で倒すほどの強敵が守っている

など、序盤は苦戦を強いられやすく、FPSが一般的ではなかった当時の日本では評価が分かれる原因となった。
特にPlayStation最初期の手探りの中で開発した『KF1』は、3DアクションとRPGの組み合わせが大きな話題となったものの、マップの広さに対する移動速度の遅さ、アイテム使用の煩わしさ、セーブデータ数の制限などシステムが荒削りで、プレイの妨げになっていた。このため『KF2』ではダッシュの要素が加えられた。ダッシュしている間および直後は攻撃が出来ないが、敵から逃げたりその横をすり抜けたり出来る。アイテム使用はメニューから選ぶ形式だったが、連続で薬草を使う際などは面倒だったためショートカットキーが導入された。またセーブデータ数に制限が無くなった。その他にも、『KF3』ではこちらからの攻撃が当たったかどうかを分かりやすくするために、当たったら敵の体が赤く光るようにするなどの工夫が盛り込まれ、会話の記憶やオートマッピングも取り入れられている。しかしヒントなどゲームの難易度に直結する救済措置は追加されず、プレイヤーを突き放すような点は根本的に変わらない。また『KF2』までは攻撃が当たった際には必ず怯んで隙が出来るため、レベルが上がると連続攻撃で比較的楽に倒すことが出来たが、『KF3』では一定以上のダメージでないと怯まないなど、難易度が上昇するような調整も行われている。
『KFII』から『IV』は海外でも発売しており、FPSが有力ジャンルである欧米においては、銃ではなく剣と魔法が主体のアクションと立体ダンジョンの探索が新鮮に映り人気を得ている。
しかし、その後に出た『アディショナルI』と『II』ではシステムが一新され、町での移動はマップ上アイコンをクリック、武器や防具に耐久力を導入（0になると壊れる）、エンカウント制のシステムなどに変更された。また、迷宮内の移動はそれまでのリアルタイムレンダリング3DCGではなく、1ブロックごとに移動する昔の3DダンジョンRPG風になった。

## 各作品のストーリー

### キングスフィールド
小国ヴァーダイトの地下墓所を舞台に、主人公ジャン・アルフレッド・フォレスターが単身冒険を繰り広げる。冒険の末にジャンは聖剣ムーンライトソードを持ち帰り、ヴァーダイトの王となる。

### キングスフィールドII
謎の人物・教王に盗まれたムーンライトソードを奪還するために、ジャンの親友でもある隣国グラナティキの第二王子アレフ・ガルーシャ・レグナスがその本拠地メラナット島へと乗り込む。ハイエルフの水晶細工師レオン・ショアの協力を得た彼は第2の聖剣ダーク・スレイヤーを手に入れ、教王と黒竜ギーラを討ってムーンライトソードを取り戻した。

### キングスフィールドIII
アレフがメラナット島からムーンライトソードを奪還した後、ジャンは突如闇に落ち、ヴァーダイトは荒廃して二振りの聖剣も失われてしまう。やむなくアレフは自らの命と引き替えに城もろとも彼を封印した。ジャンの一人息子である皇子ライル・ウォリシス・フォレスターはレオンの元で育てられ、第3の聖剣エクセレクターを手に父王を討つべく旅立つ。

#### キングスフィールドIII パイロットスタイル
『KF2』と『KF3』の間に当たる外伝。『KF3』に名前のみ登場する人物ロドム・ウォードを主人公として、ムーンライトソード奪還の冒険を行う。

### キングスフィールドIV
PS2にプラットフォームが移ったことを機に舞台が一新された。
隣国を破滅寸前へと追い込んだ「滅びの像」を有るべき場所へと返し、消息不明の剣の師を捜すべくイクシオン・ロズベルクは「厄災の地」の地下に眠る都へと向かう。

### キングスフィールド アディショナルI
冒険の舞台はリキストリア。略奪王と呼ばれるその地の王が迷宮へ姿を消し、それを追って傭兵団が探索を行うが壊滅してしまう。傭兵団の生き残りである主人公は、再び迷宮へ入る事となる。

### キングスフィールド アディショナルII
前作アディショナルIより十数年後。町が天変地異に見舞われ、原因調査のため迷宮への調査団が結成された。調査団の団長が迷宮で死に、その事が主人公に伝えられる。主人公は事件の真相を解明するため、迷宮へ降りる。

## 用語
ムーンライトソード（全作品）
『KF』シリーズのみならず、フロム・ソフトウェアのシンボル的存在でもある聖剣。
淡いクリアブルーの刀身と黄金の柄を持つ剣。光の黒竜ギーラが、自身の復活に必要なエネルギーを持つ戦士を招き寄せるために造った光の剣。『KF』シリーズ全てに共通で登場。後に『アーマード・コア』をはじめ他の同社作品にもしばしば登場し、絶大な威力を誇る隠し武器として存在している。
ダークスレイヤー（『KF2』）
ムーンライトソードと対を成す剣。見た目は禍々しい剣だが、『KF2』ではこちらが聖剣と言える。この剣はギーラと対抗している闇の白竜シースが与えた火風土水の4属性を併せ持つ黒い水晶から造られている。
『KF』シリーズにおける魔法
『KF1』と『KF3』では、魔法を他者から教わって身につける。特に『KF3』では基本以外の魔法は地水火風光の各属性ごとの魔法を使い込むごとにそれぞれの魔法を身につける形になっている。
『KF2』と『KF4』では、属性ごとの魔法石を手に入れそれを用いるごとに魔法を一つずつ覚えてゆく。
魔法剣
体力と魔力が一定以上で特定の剣を装備した状態で、剣を振った直後に魔法を使うと剣に対応した特殊攻撃が発動する。正式名称は無いが、プレイヤーの間では『魔法剣』や『剣魔法』と呼ばれている。
『KF2』と『KF3』では、剣→魔法→剣の操作で別の魔法剣が発動する。
説明書にはコマンドの表記が書かれておらず、ゲーム中の会話でヒントが提示される。

## 各作品の主な登場人物

### キングスフィールドI
ジャン・アルフレッド・フォレスター
『I』の主人公。ハウザー・フォレスターの息子で、父の強さに憧れて剣士を目指していた。旅の途中、王家墓所に入ったまま戻らない父の噂を聞き、その消息を求めて、傭兵として墓所へ入る。母はヴァーダイト王家の遠縁であるため、その魔力を受け継いでいる。
ハウザー・フォレスター
ヴァーダイト王家の近衛隊長で、ジャンの父。王の命令で、墓所に隠された魔導器を探している。先祖から伝わるドラゴンソードを携え、ソードマスターとしての強さを誇っていたが、前王の腹心であるブラックナイトと相打ちになった。
ウィルフレッド・ライト
北方三国で有名なライト商会の商人。墓所の探索隊への物資補給のため墓所へ入り、そのまま商売を続けている。
オジー・ランバルク
墓守。昔、ハウザーに助けられたことがあり、息子のジャンにも親身に接してくれる。
ジューダス・クロス
司祭。王家の弾圧に遭い、墓所内で布教活動をしている。司教からもらった金の十字架を失くして困っている。
ギル・バックス
盗賊。墓所の奥でひっそりと商売をしている。珍しい商品も多いが、中には盗品も含まれている。
エリック・ブレア
ハウザーの部隊にいた兵士だが、実際は墓所内の宝を狙っていたため、墓所の秘密に詳しい。ギルとも通じている。
ラリー・ケルビム
もともと伝説の白魔導師ミカエル・ゼウスとも肩を並べるとも言われたほどの魔法使い。
だが、俗世を嫌い真理の探求を目的とし、墓所の奥にこもっている。
ミーリア
妖精のような姿をした女性で、フォレスター家の者の前にたびたび現れ、進むべき道を示すことがある。
ランドルフ8世
前々王。歴代の王の中でも優れた魔力を持ち恐れられたが、民には優しい名君だった。
即位後に病気で急死したが、弟のラインハルト2世に毒殺されたという噂が民の間で広まっている。
現在は墓所内に封印されており、魔物として復活した弟の所業を嘆いている。
黒魔導士
前王の腹心の一人。土の魔法を得意とし、墓所内でゴーレムを操っている。
ラインハルト2世
前王。魔物として復活を果たし、墓所内の魔物を操っているらしい。
ラインハルト3世
ヴァーダイト国の現在の王。魔導器を求めて、王家墓所に派兵している。

### キングスフィールドII
アレフ・ガルーシャ・レグナス
本作の主人公。エレギリア大陸北方3国のひとつグラナティキの王家に生れた第2皇子にして、ヴァーダイト国王ジャン・アルフレッド・フォレスターの親友。教王と名乗る何者かに奪われた聖剣を取り戻すべく、国を離れられない友に代わってメラナット島へ渡る。
レオン･ショア
メラナット島に住んでいた水晶職人。死者を復活できる力を持つ、シースの像をつくれるほどの腕の持ち主。
カレン･ショア
レオン･ショアの母。一度話しかけると、姿が消え二度と会話はできないが、真理の鏡を使うとしっかりと彼女のプロフィールが表示される。
ヴォラド
大地の神。ヴァリシアにひとり留まり、世界の創造を続けた。本来3人の神々によって行なわれるはずの作業をひとりで行なった。己の身をふたつに裂き竜を創造した。
シース
白き竜。信仰の対象。大地の神ヴォラドの分身。ギーラと対を成す者。ハイエルフが崇める竜神。ハイエルフの戦士メレル＝ウルに武具を与えた。
ギーラ
黒き竜。憎悪の対象。大地の神ヴォラドの分身。シースと対を成す者。メラナット島に眠れる者。人間の精神に働き掛け、屈強な戦士をメラナット島へと呼び込み、最強の者に自分を守らせている。
ハーバイン3世
エレギリア大陸を統一した唯一の王。高い風の魔力を持っていたため「風の王」と呼ばれる。メラナット島へ居城を築こうとするが、島に蔓延する毒と度重なる魔物の襲撃により工事は難航。そのために財力や人材を失い、権力は衰えていった。そのうちに大陸で反乱が勃発し、メラナット島での地歩を維持できなくなった彼は、わずかばかりの兵に宝を守るように命令し、自らは反乱を鎮圧するために大陸に戻った。しかし、彼が再び島に戻ることはなく戦乱の中に没した。
西里 新十郎
紫電と龍牙を携え、メラナット島までやってきた東国の使者。風の王に気にいられ、そのまま島で王に仕えるが、魔物との戦いで死亡する。愛刀である紫電と共に葬られる。
ツェデック
火の魔導師。紅のツェデック。オルラディンのもとで修行を積み、ついには火の魔法を極めた男。その力をもって頭角を現わし、大陸を制覇しつつあった風の王の宮廷魔術師となる。風の王がメラナット島に城を築いた際、彼もその後に従い、島に渡る。そして自らの宮殿を築き、反旗を翻す準備を始めたが、彼の企ては発覚し、風の王によって牢に閉じ込められる。その後、王が島から撤退する際も彼は置き去りにされた。
シュドム＝リント
黒き地霊。土の魔導師。大魔導師オルラディンの弟子。一説によれば、同門の魔導師ツェデックをしのぐ魔力を持っていたと言われる。自ら洞窟に閉じこもり、魔法生物の研究を続けた後にメラナット島へと渡った。そこで闘技場の主となり、わが子に等しい一つ目巨人を戦わせ続けた。巨人が戦いに倒れた後には、地霊の洞窟に引きこもり晩年を過ごした。なお、フルネームが明らかになるのは次の作品である。
一つ目巨人
土の魔導師シュドムによって創られたもの。高い知性を持ち、闘技場の主として戦い続ける事の無意味さを悟っていた。
イビル＝ナパジャ
伝説に名を残すハイエルフの細工師。ガルス＝フィーによって砕かれたメレル＝ウルの剣を見事に復元した。
ガルス＝フィー
ダークエルフの剣士。ギーラの守護者。メラナット島地下の闘技場に足を踏み入れたメレル＝ウルを迎え撃った。ギーラから与えられた闇黒の武具に身を包んで戦い、メレル＝ウルに圧倒的な力の差を見せつけた。
メレル＝ウル
ハイエルフの英雄。シースの守護者。大陸の森の中からメラナット島に訪れた戦士。メレル＝ウルは島内の魔物をほぼ一掃したが、闘技場にて魔人ガルス＝フィーに敗北、傷が癒えると再び闘技場へ向かい、二度と戻ることはなかったという。
ケル＝ファーガス
ギーラの守護を勤めていた剣士。アイスブレードの剣技により、立ちはだかる相手を氷塊に変えていったことから「氷の戦士」と讃えられていた。戦いに敗北した後にも彼の魂はギーラによって呼び戻され、闘技場へと通じる通路の一角に縛りつけられた。
ミーリア
竜の妖精。ギーラによってつくられた。聖剣を使う資格のある戦士の前に現われることもあれば、ギーラの密偵として使われることもある。製法はさほど難しくないため、教王によってデーモンロードと共に量産されていた。
オールドハンド
風の王が滅んだ後、メラナット島を拠点にしてヴェルド海で暴れた海賊のひとり。風の王の宝を見つけ、宝を島のとある場所に隠す。そのことが仲間たちに発覚し殺されてしまう。仲間たちはオールドハンドが隠した宝を探して島内をさまよったが仲間割れをおこした挙句、島の魔物に殺されていった。
セルフィ・フォス
ダークエルフの商人。教王と取引をするべく島へと渡る。貴重なアイテムを自分に売るよう盛んに持ちかけるなど、非常に商魂たくましい性格。
ラフィ・フォス
セルフィ・フォスの孫。祖父と同じく島で商売をしているが、その商才は祖父からはほとんど評価されず、単に船頭としか見られていない。祖父ほどのがめつさも持っていない。
アル・ハント
島に出入りする商人の一人。太っているためかものぐさな性格である。彼のような太ったものぐさなキャラと｢俺は太ってるから行かないけどね」と言う台詞は、以降のシリーズに必ず出てくるようになる。
ウォズ・シュー
かつては彫刻家であったが、前作に登場した盗賊ギルにそそのかされて鍵の複製に手を染めた事から国を追われ、島へと渡る。オリジナルの鍵といくらかの代金を渡せば、鍵の複製をしてくれる。
アーネス・クライド
ヴァーダイトの剣士で王の命でメラナット島に辿り着くも教王の捕虜になる。なお、解放すると重要アイテムをもらえるが、解放しても解放しなくてもストーリーを進めると教王のところに向かい、力尽きてしまう。
ラッド・ビルヘム
島に住む水晶細工師。レオンの弟子であるが、その腕は師に遠く及ばない。一定量の水晶を渡せば、それで弓矢や水晶の瓶を作ってくれる。
クロラ・アムガン
中央集落に住む未亡人｡水晶掘りの夫とともに一家で島に渡るが、程なく夫は事故で他界。以来、水晶掘り達の世話をして暮らしている。
サンドル･アムガン
クロラの息子｡無鉄砲な性格で、冒険家に憧れ、危険を省みず島のあちこちを探索している｡そのため、母のクロラをいつも心配させている。
メリル
水晶の中に全てを映し出す占い師。女性であるという事以外、年齢や今までの経歴などは知られていない。かつてはハーバイン3世の側近であったこともあることから、通常の人間をはるかに超越した年齢を生きていることは確かである。彼女に貴重なアイテムを見せると、それについて解説してくれる。
テオ・バドエル
メラナット島東部集落に住むジジ＝バドエルの父親。いつものように水晶を掘りに出かけたが、行方不明に。ある場所で意識のない状態で発見するが、あるアイテムを使うと意識を取り戻すことが出来る。
ジジ・バドエル
メラナット島東部集落に住む、水晶を掘りに出かけたが、いつまで経っても帰ってこない父の安否を気にしている。因みに、次作IIIではメモを残して父と共にグラナティキに逃れている。
ハリス・カーバイト
昔は腕のいい水晶掘りだったが、落盤事故によって仲間と足の自由を失う。墓守を新しい職とし現場を離れて久しいが、若い水晶掘りたちに水晶の大量にある場所を教えることもあった。
東部集落のジジを孫のようにかわいがっている。
ファイ・ファト
ダイアス・ノーラのバジル兄妹の幼馴染。教王の右腕として島に渡るが、恐れをなしたのか島の奥深くに隠れている。ノーラを連れて島から脱出を図るべく、脱出に必要な物と教王からくすねたアイテムとの交換をアレフに持ちかける。
ノーラ・バジル
行方不明となった高名な剣士である兄の消息をたどる内に、メラナット島の事を聞き渡島した若い女性。大地の神を信仰しており、兄の無事と島で命を落とした者達の冥福を常に祈っている。なお次作のIIIにおいても、意外な形で再登場する。
ル＝ア＝イシリウス
竜王草の木を見つけたハイエルフの始祖。
聖者の墓

ダイアス・バジル
ノーラ・バジルの実兄。エレギリア大陸にその名をとどろかせた剣士だったが、ジャンの父ハウザーと試合を挑んで敗れて以来消息を絶つ。
教王
黒き竜ギーラを神と崇め、大勢の僧兵達を引き連れてメラナット島を恐怖で支配する暴君。ギーラを守護する“守護の者”でもあり、島の奥深くにある闘技場で侵入者を待ち構えている。敵キャラとしては攻守ともに隙が無く、シリーズ中一・二を争う難敵としてプレイヤーの前に立ちはだかる。正体はダイアス・バジル。

### キングスフィールドIII
ライル･ウォリシス･フォレスター
ヴァーダイト国第一王子。光の魔力を有する数少ない人間であり、それゆえに変心した父王を討ち果たすべく宿命付けられている。幼い頃に辺境へと逃れ、成長を待ったのち父を討つべく孤独な冒険へと旅立つ。
アルフレッドI世
第1作の主人公。乱心した前国王を討ち果たし、その後を継いでヴァーダイト国王となる。聖剣と呼ばれるムーンライトソードを復活させ、また王としても善政を布いた事から“聖王”と称えられる。だが病に倒れたことをきっかけにその人格は一変。民を迫害し、魔物を放って国土を荒廃させる。
レオン･ショア
前作にも登場したハーフエルフの細工師。ライルが辺境に逃れた後は、その後見人として彼の成長を見守っていた。持ち主とともに成長する剣“エクセレクター”を鍛え上げ、ライルが旅立つ際に手渡す。
エド・ノイマン
元は墓暴きをしていたが、守備隊長ロドムと出会った事で改心、墓堀人に転身する。ただ屍から遺品をくすねる等手癖の悪さは変わっていないようである。アイテムの収集が趣味で、重要アイテムを売ってしまった場合も彼から買い戻す事が出来る。
ロドム・ウォード
守備隊の隊長を務めている『パイロットスタイル』の主人公。奪われたムーンライトソードを取り戻すため単身ライザ村に向かい、捜索の末にそれを発見した。折れたムーンライトソードはヴァーダイト城近くにあるアレフの墓に供えられ、4人の魔導師によって封印される。その後、クイスト周辺の魔物を掃討していたが、ある日城を目指して旅立ち、そのまま行方不明となった。そのため、本編では名前のみが登場する。元はヴァーダイト国王の近衛隊隊長だった。
ミーナ・クー
ハイエルフの商人。父エルラスがガランの地へ向かったまま行方不明となり、現在はラルーゴで商売をしている。父は王家の御用商人で、その縁でジャンやアレフ、幼時のライルとも面識があった。戦闘力もそれなりにあり、現在も商売のためあちこち飛び回っている。
オーデ
ハイエルフの長老。エルフの大半が国外へ逃れた現在も、森に一人留まっている。
グレイン・アス
ソードマスターの一人。ジャンの剣の師匠で、その父ハウザーとも友人だった。封印の日にライルを連れて城を出た後は、カズンの村を守りながら、ライルが成長して現れるのを待っていた。なお、体力とすべての属性の魔力が50以上あると、一部の武器に魔法のように使用できる剣の技を教えてくれる。
グーリン・ボドルフ
ドワーフの鍛冶屋。かつての名匠ウォリンにも劣らない腕を持つが、息子オージーが彼の作ったエルクリスボウによって命を落として以来、決して武器を作ろうとはせず、現在はドワーフの洞窟内に閉じこもっている。なお、ブロミウスという鉱石を持っていて、誰一人ノンプレイヤーキャラクターを自分の手で殺していなければ、防具を作ってくれる。
オルラディン
伝説の大魔導師。五属性の魔法を操り、ヴァーダイト国内に多くの足跡を残しているが、謎の部分も多く、弟子のツェデックやシュドムのほうが有名である。いたずら好きともいわれ、遺跡やアイテムにトラップを施していることが多い。
メレル・ウル
ハイエルフの英雄。かつて魔人ガルス＝フィーによって倒されたが、シースによって復活させられ、ムーンライトソードを破壊した。
アレフ・ガルーシャ・レグナス
前作の主人公である、隣国グラナティキの第2皇子。アルフレッドI世が狂乱しヴァーダイトに魔物が現れる光景を目の当たりにし、王のところに向かうも太刀打ちできず、ヴァーダイトの魔導師と共に王もろとも城を封印することを決意。折れたムーンライトソードに魔力を込めて城を封印するも、瀕死の状態に陥る。そばにいた幼少のライルに遺言を残し絶命する。

### キングスフィールドIV
イクシオン・ロズベルク
ヘリオドールの隣にあるカルザイトの王家である、ロズベルク家の男。ロズベルク家に生まれるものは魔法を使えたり、勘が鋭かったりするが、彼だけはそんな能力を持たずに生まれた為、クローゼの元で修行していた。
ジオリ・ハーマニー
遠征隊の一人。地下に行くのが怖かったため仮病を使い地上にある野営地に残ったが、後悔している。
マシュー・ベルナール
地下の倉庫跡で店を開いている男。噂では命の石が採掘される大昔から店があったようだが、真実を知る者は誰もいない。常に黙々と看板を磨いている。
アデリーン・ジュネ
母親の病気を治すため、カルザイトからこの地を訪れた一家の娘。母は病気で床に伏し父は命の石を彫りに出かけたまま戻って来ない。彼女は犬と一緒に父の帰りを待ち続けている。命の石を母親に渡すとお礼に火の魔法石をくれる。
エレイン・ジュネ
アデリーンの母親。病を治すためカルザイトから夫と娘とともにこの地を訪れた。病床に伏しながらも、自身の病気を癒やすことが出来るという命の石を取りに行った夫の帰りを待ち続けているが…。
ジョアン・スーク
借金返済のために、採掘場の奥でつるはしを振り続けている男性。少し経ってから戻ってくると、なぜか死んでいる。
エドミー・ラックレス
伝説の大盗賊千の鍵ツワイクを追って古の都を目指している盗賊。ツワイクですら持ち帰る事が出来なかった森の至宝を狙っており、古の都の入り口がある神殿まではたどり着いたが、その先の魔物に手こずり先に進めず足止めを食らっている。
オルフ・オス
神殿の地下で暮らしている語り部。
オフディアン
遠征隊を全滅させた首の長いトカゲの戦士。刀剣と盾、弓矢を巧みに操る難敵。正体はオフディアンの女王ベラニスの手で姿を変えられた人間。
エミル・エト
聖樹の中でひっそりと暮らしている森の民の女性。森の番人である巨人の世話をし、守り続ける役目にある。一族の多くがこの地を去ったなか、最後の生き残りとして留まっている。番人の世話を使命としながらも、魔物で溢れている森の懐に雫を取りに行けず嘆いている。
デリン・ガンドル
たった一人生き残った土の民の鍛冶師。
カコデーモン
体色の赤い巨大な怪物。溶岩洞に異変を起こした張本人。その巨体で溶岩の川をせき止め、精錬所に溶岩が行かないようにしていた。戦闘では巨体を生かして殴りかかってきたり、火を吹きかけてくる。また溶岩をすくい上げ投げつけてくるが、投げつけた溶岩が地面に投げつけラーバと呼ばれるモンスターを生み出すやっかいな強敵。
オリン・アガザル
土の民の長。精錬所の上部に位置する溶岩洞に異変を感じ、禁を破り調べに向かったところ、氷風の祭器にとりつかれ正気を失った彼は土の民を皆殺しにしてしまい、祭器の影響により精錬所は極寒の世界と化し、デリンとともに氷の中に閉じ込められた。
ギル・キリアン
古の都で一人研究を続けている。
クローゼ・イヒト
イクスの師で、遠征隊を率いて像を戻しに古の都に向かってから行方不明になっていた「剣の長」。
ジョルジ・カリエフ
遠征隊の生き残りで、地下から逃げてきたがあと少しの所で怪物に相方を殺され、自分も殺されかけて部屋の中で生きる気力をなくし座り込んでいる。
ロッド・リスゴー
鍾乳洞の中の小屋の中にいる敗残兵の一人。奥で奇妙な卵を一人食べている。
ベオ・モルディン
魔物化した仲間に襲われ、古の都である部屋に逃れている遠征隊の兵士。弓をただで譲ってくれる上、物資をイクスに売ってくれる。
セシル・バーレイ
オブディアンに捕まり、大墓所へ繋がる門の門番をさせられている。オブディアンを恐れている。
ウォーゼ・タフト
厄災の地に住む老人。亡くなった妻のお墓参りへ向かおうとしたが、道中の吊り橋が落ちており途方に暮れている。
イライジャ
女王ベラニスの宮殿にいる闇の司祭。ベラニスの事を恐れている。
セラク・ソー
森の民。生命の謎を研究していた癒やし手。研究は生命の創造まで行き着き、疑似生命体ゲネアを作った。しかし闇の者たちとの戦いの影響でゲネアが闇に飲まれ狂ってしまったのを見て、自責の念に駆られ自殺した。風鳴の館の2階には石化した彼の遺体がある。

### キングスフィールド アディショナルI
リキストリア王
民から略奪王と呼ばれた国王。今も迷宮に隠れ潜んでいると言われる。
酒場の女主人
トラウジウトの町で酒場を営んでいる。騎士であった夫がリキストリア王に殺され、迷宮にある彼の墓を一人でよく訪れているらしい。
旅の剣士
祖国から略奪されたムーンライトソードの探索を命じられ、はるばるリキストリアへとやって来た兵士。主人公に友好的で、色々な情報を教えてくれる。